# Бодайбо (аэропорт)
Бодайбо́ — региональный аэропорт в городе Бодайбо Иркутской области. Обеспечивает регулярное авиасообщение с областным центром — Иркутском (882 км) . Является основным транспортным звеном Бодайбинского района, наряду с таёжной автотрассой Бодайбо — Таксимо (240 км), находящейся в неудовлетворительном состоянии. Сухопутный аэропорт был открыт в 1944 году, до этого существовал гидроаэропорт.
Принимаемые типы ВС : Ан-2, Ан-24, Ан-26, Ан-30, Ан-32, L-410, Cessna-208B Grand Caravan, Ан-72, Ан-74, Як-40 и др. типы ВС 3-4 класса, вертолёты всех типов, в светлое время суток, Бе-12. Максимальный взлётный вес воздушного судна 24 тонны.

## Показатели деятельности
| год             | 2014 | 2015 | 2016 | 2017 |
| тыс. пассажиров | 46,9 | 47,6 | 50,1 | 51,9 |
| Источники:      |      |      |      |      |